# Bemowizna
Bemowizna [bɛmɔˈvizna] (tiếng Đức: Böhmenhöfen)  là một ngôi làng ở quận hành chính của Gmina Braniewo, trong huyệnBraniewski, Warmińsko-Mazurskie, ở miền bắc Ba Lan, gần biên giới với Kaliningrad của Nga. Nó nằm khoảng 6 kilômét (4 mi)   phía nam Braniewo và 75 km (47 mi) phía tây bắc của thủ đô khu vực Olsztyn.
Ngôi làng có dân số là 388.